# Rodrigo San Miguel
Rodrigo San Miguel de la Iglesia (Zaragoza, 21 de enero de 1985) es un exjugador español de baloncesto que disputó 21 temporadas como profesional. Con 1,86 metros de estatura, ocupaba la posición de base. Actualmente es entrenador del Casademont Zaragoza de la Liga ACB.

## Trayectoria deportiva
Rodrigo comenzó su carrera en Zaragoza, en el equipo de su colegio, el Doctor Azúa, con el que llegó a ganar el subcampeonato de España en categoría infantil. Posteriormente fichó por el Calasancio y, finalmente, por el Stadium Casablanca. Durante estos años fue convocado por las categorías inferiores de la selección, logrando en 2001 el bronce en el Campeonato de Europa Cadete de Riga.
En la temporada 2003-04 se incorporó a la plantilla del equipo más prestigioso de su ciudad, el CAI Zaragoza de LEB Oro, donde conquistó la Copa del Príncipe de Asturias.
Después de jugar un año en Zaragoza fichó por el CB Valladolid, siendo cedido dos temporadas al CB Pozuelo y al Plasencia-Galco, hasta 2006, año en el que sí formó parte de la primera plantilla vallisoletana.
En verano de 2008, tras el descenso a LEB Oro del Valladolid, fichó por el Bàsquet Manresa, donde permaneció hasta 2011.
En 2011 fichó por el Valencia Basket, donde jugó hasta 2013. Con este equipo logró el subcampeonato de Eurocup en 2012 y el subcampeonato de Copa del Rey en 2013.
En la temporada 2013-14 fichó por el CB Murcia, donde promedió 7 puntos, 3 rebotes y 4 asistencias por partido.
En 2014 fiche por el Iberostar Tenerife, donde logró sus éxitos más importantes: la Basketball Champions League (2017) y la Copa Intercontinental FIBA (2017).
En febrero de 2018 fue convocado por primera vez para los encuentros clasificatorios para el Mundial 2019 de la selección española. Fue el decimosexto jugador aragonés internacional por España, y el primero desde que Lucio Angulo lo fuera en 2003.
En 2019, después de 15 años, volvió al Casademont Zaragoza, fichando para las siguientes tres temporadas.
El 21 de julio de 2022, firmó por el San Pablo Burgos de Liga LEB Oro.
El 14 de agosto de 2023 anunció su retirada del baloncesto en activo, y se incorporará al cuerpo técnico del Casademont Zaragoza como ayudante de Porfirio Fisac. El 1 de mayo de 2025, tras la marcha de Porfirio Fisac, asume el puesto de entrenador, de forma interina, hasta el final de la temporada.   